# تميرجي
تميرجي هي بلدة في مقاطعة شهرسبز في ولاية قشقداريا في أوزبكستان.